# Sân bay Ba Mã Bách Sắc
Sân bay Ba Mã Bách Sắc (tiếng Trung Quốc: 百色巴马机场) (IATA: AEB, ICAO: ZGBS), trước đây là sân bay Hữu Giang Bách Sắc (百色右江 机场), là một quân đội hai sử dụng và sân bay dân sự phục vụ thành phố Bách Sắc ở Quảng Tây, Trung Quốc. Sân bay này nằm ở Điền Dương, 48 km từ trung tâm thành phố. Nó lần đầu tiên được xây dựng vào năm 1965 với tên là sân bay quân sự. Việc mở rộng sân bay đã được bắt đầu vào năm 2005 với vốn đầu tư 57 triệu nhân dân tệ, và nó đã được mở cửa trở lại với tên sân bay Hữu Giang Bách Sắc vào tháng năm 2006. Ngày 8 tháng 9 năm 2013 nó đã được đổi tên thành sân bay Ba Mã Bách Sắc.